# Molinieae
Molinieae — триба злаків, що містить 11 родів і 23 види.

## Підтриби і роди
Інформація щодо поширення й видового складу згідно з Plants of the World Online:
Підтриба Crinipinae
- Crinipes — 2 види зі сходу Африки
- Elytrophorus — 2 види з Африки, півдня Азії, Австралії
- Pratochloa — 1 вид з пд.-зх. Африки
- Styppeiochloa — 3 види з південної частини Африки

Підтриба Moliniinae
- Hakonechloa — 1 вид з Японії
- Безколінець (Molinia) — 2 види з Європи, заходу Азії, південного заходу та ефіопського нагір'я Африки
- Moliniopsis — 1 вид зі сходу Азії
- Очерет (Phragmites) — 4 види з помірних і тропічних регіонів світу: Північна Америка, Південна Америка (крім Амазонії), Африка, Європа, Азія, Австралія

incertae sedis
- Leptagrostis — 1 вид з Ефіопії, але вважається вимерлим
- Piptophyllum — 1 вид з Анголи
- Zenkeria — 5 видів з Індії та Шрі-Ланки